# Герб Віняйша
Ге́рб Віня́йша — офіційний символ містечка Віняйш, Португалія. Використовується як територіальний герб. У червоному щиті срібна вежа із чорними вікнами і брамою. Обабіч неї чотири срібні виноградні грона із зеленим листям. Щит увінчує срібна мурована містечкова корона з чотирма вежами.  Під щитом біла стрічка, на якій великими літерами напис португальською: «vila de Vinhais» (містечко Віняйш).  Офіційно затверджений 27 квітня 1935 року.  

## Галерея

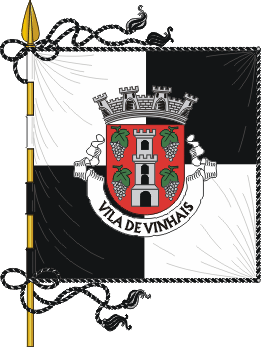
Прапор